# Yao-Volksreligion
Die Yao-Volksreligion ist die ethnische Religion der Yao, einer nichtchinesischen ethnischen Gruppe Guangxi, Hunan und benachbarten Teilen von China. Sie ist seit dem 13. Jahrhundert tief mit dem Taoismus verwoben, so sehr, dass sie oft als "Yao-Taoismus" (道教 道教Yáozú Dàojiào) bezeichnet wird. 
Die Yao-Volksreligion wurde von einem chinesischen Gelehrten der Mitte des 20. Jahrhunderts als Beispiel für eine tiefgreifende "Taoisierung" (道教 化Dàojiàohuà) beschrieben. Yaos zentrale Theologie und Kosmologie ist der taoistisch; sie verehren die Gottheiten des kanonischen Taoismus – vor allem die Drei Reinen – als Hauptgötter, während die Nebengötter diejenigen sind, die zu ihrer eigenen einheimischen vortaoistischen Religion gehören. 
Der Grund für diese enge Identifikation der Yao-Religion und -Identität mit dem Taoismus ist, dass in der Yao-Gesellschaft jeder erwachsene Mann als Taoist initiiert wird und der Yao-Taoismus somit eine Gemeinschaftsreligion ist; dies steht im Gegensatz zum chinesischen Taoismus, der ein Orden von Priestern ist, die sich von der traditionellen chinesischen Religion entfernt haben. Ein gemeinsames Gefühl der Yao-Identität beruht außerdem auf der Abstammung von dem mythischen Vorfahren Panhu. 

## Soziale Aspekte
Der Yao-Taoismus gilt als konservative Form der religiösen Praxis, die Parallelen zum kommunalen Taoismus aufweist, der mit den frühesten taoistischen Bewegungen Chinas aufblühte, sowie zu den kollektiven Fasten im mittelalterlichen China. Obwohl die Yao nicht-siniatische, nicht-minische Sprachen sprechen, ist ihre taoistische liturgische Tradition in Schrift und chinesischer Sprache gehalten.
Die starke Identität der Yao-Gesellschaft als taoistische Kirche und ihre hohe Alphabetisierung werden als Faktoren für den stolzen Widerstand der Yao in Südostasien gegen das Eindringen der christlichen Missions in ihre Gemeinschaften in den 1960er und 1970er Jahren angesehen. 

## Priestertum
In der Yao-Religion werden alle erwachsenen Männer in gewisser Weise in den taoistischen Klerus eingeweiht. Die "tsow" (taoistische Priester) sagen, dass die Hohepriester Riten für die höheren Götter des Pantheons ("über dem Himmel") und offizielle Begräbnisse durchführen. Im Gegensatz dazu gibt es in der Volksreligion der Yao eine Klasse von niederen Priestern oder Schamanen, den "sip sien", die Rituale für die niederen Götter ("unter dem Himmel") durchführen.
In der taoistischen Kirche des Yao gibt es vier Stufen der Einweihung: das "Aufhängen der Lampen" (kwa-tang), die "Meisterweihe" (tou-sai), nach der die Ordinierten ein Siegel und eine Urkunde erhalten, um eine Reihe von Riten durchzuführen, und die beiden zusätzlichen Stufen der "Zusatzaufgaben" (chia-tse) und der "Lehrliturgien" (pwang-ko).
Das Sai nzung sou ist das Zeremonialbuch für die Einladung der mienv zoux ziouv, der guten Geister, die den Ort schützen. Die mienv morh sind dagegen böse Geister, die Krankheiten und Tragödien verursachen.

## Hausaltar
Der mienv baaih ist der Altar der Götter in Yaos Haus, an einem vom Haupttor aus gut sichtbaren Ort. Sein Zweck ist es, die Geister (mienv) zu empfangen. Das mienv kuv ist eine Tafel mit den Namen der Vorfahren der Familie, die auf dem Altar platziert wird; ein anderer Brauch ist die Verwendung von Bildern der Vorfahren anstelle der Tafeln.

## Riten und Psychologie
Nach dem Tod einer Person führen die Priester das zoux caeqv durch, eine Zeremonie, um den Körper der Person von Sünden zu befreien. Dann führt der Priester ein Wasserritual, das zoux sin, durch, um den toten Körper von bösen Geistern zu reinigen. Zum Schluss führt der Priester das doh dangh caeqv jaiv durch, eine Zeremonie zur Reinigung der Seele des Verstorbenen vom Einfluss der bösen Geister.
Das zoux sin-seix ist ein abschließendes Ritual, das dem Geist ein friedliches Leben nach dem Tod und Glück in der neuen Generation bescheren soll, denn die Yao-Taoisten glauben an sickle seix oder Reinkarnation. Andere Praktiken beinhalten spirituelles Geld und Opfergaben.